# Pidula-Kuusiku
Pidula-Kuusiku is een plaats in de Estlandse gemeente Saaremaa, provincie Saaremaa. De plaats heeft de status van dorp (Estisch: küla) en had in 2011 drie inwoners. In 2021 was het aantal inwoners ‘< 4’.
Tot in oktober 2017 lag de plaats in de gemeente Kihelkonna en heette ze Kuusiku. In die maand ging Kihelkonna op in de fusiegemeente Saaremaa. In de fusiegemeente lag nog een dorp Kuusiku; daarom werd dit Kuusiku herdoopt in Pidula-Kuusiku, naar het buurdorp Pidula.

## Geschiedenis
(Pidula-)Kuusiku werd voor het eerst genoemd in 1699 onder de naam Kusike Töno Laus, een boerderij op het landgoed van Pidula. In 1798 werd de plaats onder de naam Kusiko genoemd als dorp. In 1977 werd Kuusiku bij Pidula gevoegd; in 1997 werd het weer een zelfstandig dorp.